# Сонцов-Засекин, Василий Андреевич
Князь Василий Андреевич Сонцов-Засекин — стольник, завоеводчик и воевода во времена правления Алексея Михайловича, и Фёдора Алексеевича.
Из княжеского рода Сонцовы-Засекины. Старший сын князя Андрея Михайловича Сонцова-Засекина. Имел братьев, князей: Ивана, Бориса, Петра и Афанасия Андреевичей.

## Биография
Показан в жильцах. В ноябре 1653 года пожалован в стряпчие и в этом же месяце пожалован в стольники. В 1654—1657 годах участвовал в Литовском и Рижском походах, за что пожалован придачами к поместному окладу 250 четвертей земли и денежной в 22 рубля. В мае 1660 года тринадцатый стольник для подношения пития боярам за государевым столом в Грановитой палате при отпуске грузинского царевича Николая. В 1661 году участвовал в Губаревском походе в полку боярина и князя Долгорукова. В 1668—1669 годах завоеводчик в Севске, в полках боярина, князя Куракина и стольника князя Хованского. В 1670 году воевода в Брянске. В 1671 году участвовал в Низовом походе в полку боярина, князя Долгорукова по подавлению бунта Степана Разина. В 1675 году за отличные службы пожалован придачами к поместному окладу 100 четвертей земли и денежной в 12 рублей. В феврале 1676 года, в должности стольника и воеводы, прислан на Двину приводить всякие чины к присяге в верности новому царю Фёдору Алексеевичу. В 1679 году участвует в Севском и Киевском походах для обороны Киева и иных Малороссийских городов, в полку боярина и князя Черкасского. В мае 1682 года третьим дневал и ночевал в Архангельском соборе у тела царя Фёдора Алексеевича.

## Семья
От брака с неизвестной имел детей:
- Князь Сонцов-Засекин Андрея Васильевича — в 1703 году стольник, в начальных людях.
- Князь Сонцов-Засекин Иван Васильевич — генерал-майор, женат на княжне Хилковой.
- Княжна Татьяна Васильевна — замужем за полковником Григорием Валычовым.